# Prisão Domiciliária
Prisão Domiciliária é uma série de televisão via streaming de origem portuguesa, do género drama político criada por Rodrigo Nogueira, Tiago Pais e João Miguel Tavares para a plataforma OPTO. Composta por 8 episódios, estreou a 16 de abril e terminou a 4 de junho de 2021. A série acompanha um ex-ministro em prisão domiciliária acusado de um crime que não cometeu e uma família a desmoronar-se, existindo demasiadas perguntas por responder, como quem o tramou, e como poderá manter uma vida de luxo e poder quando tudo deixou de ser como antes. A série apresenta Marco Delgado, Sandra Faleiro, Valerie Braddell, Paula Magalhães e Simão Fumega no elenco principal.

## Sinopse
Corrupção, tráfico de influências, participação económica em negócio, prevaricação e abuso de poder. Rebenta o escândalo em torno de Álvaro Vieira Branco. O ex-ministro das Obras Pública é a figura central do caso “Marinada”, relacionado com a construção de marinas fluviais no interior do país, e terá de ficar em prisão domiciliária. É uma medida de coação demasiado gravosa para quem se habituara a viver em liberdade e a usá-la em seu proveito, capitalizando a sua influência na esfera pública e partidária. As suspeitas sobre Álvaro Vieira Branco já se tinham transformado em sombra, acompanhavam-no há muito, mas as autoridades nunca tinham estado tão perto da verdade como agora. Era quase certo que os seus rendimentos pessoais ou familiares não justificavam o seu nível de vida, só que o puzzle continuava com algumas peças em falta. Até que uma denúncia anónima deu às autoridades a possibilidade de investigar o político mais a fundo.
É que Álvaro Vieira Branco é, antes de tudo, um homem de família, e fará tudo o que estiver ao seu alcance para continuar a dar aos seus aquilo a que sempre os habituou. A vida de luxo que chamou a atenção das autoridades tem de ser mantida, a mulher Raquel e os filhos Frederico e Matilde não devem sofrer mais do que o necessário — é claro que a prisão domiciliária muda por completo a dinâmica familiar —, e até a mãe de Álvaro fará os possíveis para que nada falte ao clã. Também ela habituada ao poder, Maria de Lourdes Vieira foi uma das primeira mulheres autarcas do país, no interior, e agora vê tudo a desmoronar-se por culpa do filho. Terá de vender a própria casa para que Álvaro possa pagar a defesa e as inúmeras despesas domésticas de forma legal — todas as contas estão congeladas e a circulação de dinheiro é muito controlada —, mudando-se para a casa onde o filho se mantém em prisão domiciliária, na companhia da mulher, que se sente desgastada num casamento com um homem agora acusado de um conjunto de crimes. 
Apesar do confinamento imposto pelas autoridades, com pulseira eletrónica, Álvaro não quer cingir-se à vida domiciliária e pretende manter a sua influência enquanto luta pela sua liberdade — embora a tenha perdido para estar numa mansão de luxo com todas as comodidades. David Rebelo Morais, o seu advogado de longa data, será o seu principal aliado no que à justiça diz respeito, enquanto uma outra figura se encarrega de expandir a teia de influência do ex-ministro em novos esquemas do partido. É Bernardo Góis, seu antigo assessor e que se mantém na equipa do governo, que o ajudará — numa luta em que não raras vezes torceremos por Álvaro Vieira Branco. Mesmo depois de vermos os trabalhos pouco claros de Zé Mário, antigo bombista das FP-25 e capataz de confiança, ou das vezes em que, juntamente com o motorista Arnaldo, consegue levar dinheiro ao homem acusado de receber dinheiro que não lhe pertencia por direito.

## Elenco

### Elenco principal
| Ator/Atriz       | Personagem                    |
| ---------------- | ----------------------------- |
| Marco Delgado    | Álvaro Vieira Branco          |
| Sandra Faleiro   | Raquel Vieira Branco          |
| Valerie Braddell | Maria de Lurdes Vieira Branco |
| Paula Magalhães  | Matilde Vieira Branco         |
| Simão Fumega     | Frederico Vieira Branco       |

### Elenco recorrente
| Ator/Atriz         | Personagem                |
| ------------------ | ------------------------- |
| Afonso Pimentel    | David Rebelo Morais       |
| Filipe Vargas      | Bernardo Góis             |
| Diogo Amaral       | Inspetor Gonçalo Schimidt |
| Fernando Rodrigues | José «Zé» Mário           |
| Carlos Oliveira    | Arnaldo                   |

### Elenco adicional
| Ator/Atriz        | Personagem        |
| ----------------- | ----------------- |
| Maria João Falcão | Filomena          |
| Miguel Damião     | Primeiro-Ministro |
| Marta Gil         | Marta Duarte      |
| Maria Sampaio     | Amante de Álvaro  |

## Produção
A produtora Santa Rita Filmes revelou ao site Fantastic que iria ser a produtora da série, sendo também revelado que a série iria ser exclusiva da OPTO, a plataforma de streaming da SIC. Uma semana depois, foi revelado que a série seria da autoria de Rodrigo Nogueira, Tiago Pais e João Miguel Tavares e que se iria chamar “Prisão Domiciliária”, assim como que a pré-produção da série começou em 2018.

### Escolha do elenco
Os primeiros nomes anunciados para o elenco foram os atores Marco Delgado e Carlos Oliveira. A atriz Maria João Bastos também foi confirmada no elenco da série, mas por algum motivo desconhecido, foi substituída pela atriz Sandra Faleiro.
Os atores Diogo Amaral, Valerie Bradell, Maria Sampaio, Marta Gil, Maria João Falcão, Afonso Pimentel e Miguel Damião foram confirmados no elenco da série.

### Gravações
As gravações começaram a 1 de fevereiro e terminaram em março de 2021.

## Episódios
| N.º | Título         | Realização por    | Escrito por                                        | Exibição original   |
| --- | -------------- | ----------------- | -------------------------------------------------- | ------------------- |
| 1   | "O Regresso"   | Patrícia Sequeira | Rodrigo Nogueira, Tiago Pais e João Miguel Tavares | 16 de abril de 2021 |
| 2   | "A Viagem"     | Patrícia Sequeira | Rodrigo Nogueira, Tiago Pais e João Miguel Tavares | 23 de abril de 2021 |
| 3   | "A Festa"      | Patrícia Sequeira | Rodrigo Nogueira, Tiago Pais e João Miguel Tavares | 30 de abril de 2021 |
| 4   | "A Reportagem" | Patrícia Sequeira | Rodrigo Nogueira, Tiago Pais e João Miguel Tavares | 7 de maio de 2021   |
| 5   | "A Rusga"      | Patrícia Sequeira | Rodrigo Nogueira, Tiago Pais e João Miguel Tavares | 14 de maio de 2021  |
| 6   | "O Inspetor"   | Patrícia Sequeira | Rodrigo Nogueira, Tiago Pais e João Miguel Tavares | 21 de maio de 2021  |
| 7   | "Zé Mário"     | Patrícia Sequeira | Rodrigo Nogueira, Tiago Pais e João Miguel Tavares | 28 de maio de 2021  |
| 8   | "Álvaro"       | Patrícia Sequeira | Rodrigo Nogueira, Tiago Pais e João Miguel Tavares | 4 de junho de 2021  |

## Lançamento
Uma semana depois da estreia da série na OPTO, a SIC decidiu transmitir o primeiro episódio da série a 23 de abril de 2021 à noite, de forma a trazer mais público para a série e para a plataforma de streaming. O episódio em questão, estreou com 3.7 de rating e 16.3% de share, com cerca de 349 mil e 800 telespectadores, dividindo a liderança com a repetição da telenovela Mulheres, da TVI.

## Músicas
| Tema                        | Intérprete(s)        | Notas            |
| --------------------------- | -------------------- | ---------------- |
| "Bicho Mau"                 | Samuel Úria          | Tema do genérico |
| "Amor"                      | Samuel Úria          | —                |
| "O Muro"                    | Samuel Úria          | —                |
| "Não Arrastes o Meu Caixão" | Samuel Úria          | —                |
| "Tempo Aprazado"            | Samuel Úria          | —                |
| "Mãos"                      | Samuel Úria          | —                |
| "Cedo"                      | Samuel Úria e Monday | —                |

## Prémios
| Ano  | Prémio                       | Categoria   | Por           | Resultado | Ref.  |
| ---- | ---------------------------- | ----------- | ------------- | --------- | ----- |
| 2022 | 26.ª gala dos Globos de Ouro | Melhor Ator | Marco Delgado | Indicado  | [ 9 ] |